# Joel Payamps
Joel Elías Payamps (Santiago, República Dominicana, 7 de abril de 1994), más conocido como Joel Payamps, es un jugador profesional dominicano de béisbol que se desempeña en la posición de lanzador en Milwaukee Brewers, equipo de las Grandes Ligas de Béisbol (MLB).

## Carrera
Payamps hizo su debut en la MLB con el equipo Arizona Diamondbacks, en el cual jugó dos temporadas (2019-2020), después pasó a Toronto Blue Jays (2021), luego a Kansas City Royals (2021-2022), posteriormente a Oakland Athletics (2022), y finalmente, a Milwaukee Brewers, donde lleva jugando dos temporadas.